# 寒椿 (宮尾登美子)
『寒椿』（かんつばき）は、宮尾登美子の小説。同作を原作とし、1992年に公開された日本映画についても紹介する。

## ストーリー
昭和初頭。高知には人の心が分かる女衒として知られた富田岩伍（西田敏行）がいた。元は任侠の世界に活きていたが、堅気の女・喜和（藤真利子）と結婚するため、きっぱりと足を洗い、今の商売に着いたのだった。しかし、喜和は女を売り買いする家業に馴染めず家を去り、家には息子・健太郎（西野浩史）が残される。多感な少年時代、健太郎は父への反発と共感をこめて女衒という家業を見つめていく。
ある日、岩伍の元に父親の借金のカタに、高知初の女性バスガイドという貞子（南野陽子）が売られてきた。年齢からして玉水遊郭の女郎になりかけたが、高知一の料亭「陽暉楼」の主人が、白楽天の牡丹の詩「花開き、花落つ二十日、一城の人皆狂せるがごとし」を引用し、―この子が笑えば人が皆心奪われると、芸妓として仕込まれることが決まった。
松崎みね（かたせ梨乃）に預けられた牡丹は、過酷な仕込みにも耐え、店出しの日を迎える。陽暉楼の主より「牡丹」の源氏名を与えられ一躍売れっ子に。南海銀行頭取・多田の長男守宏と、土佐銀行頭取・中岡という、高知きっての二人の上客が張り合うように牡丹についた。しかし当の牡丹の心は、親に売られた自分に思わぬ優しさをかけてくれた、岩伍の上にあった。
折しも高知で平民選挙が実施されることになり、守宏と中岡は共に立候補。議席をかけ、また牡丹を巡っての、両者の争いは多くの人々を巻き込んで深まっていく。
一方、中岡の用心棒として売り出し中の侠客・田村（萩原流行）には、元相撲取りの子分、仁王山（高嶋政宏）がいた。彼もまた、偶然、往来で牡丹を見かけてその虜となっていた。
そんな折、牡丹は守宏に落籍されることが決まった。嫉妬に狂った仁王山は、牡丹を拉致し想いを遂げるが、その事件が牡丹の運命を大きく狂わせてしまう。

## 映画
1992年5月30日に東映系にて公開された。東映のドル箱路線"宮尾登美子原作シリーズ"第6弾。ヒロイン・牡丹役の南野陽子が初めて濡れ場を演じたことで話題を呼んだ。
昭和初期の高知を舞台に、元やくざで芸妓紹介業の岩伍（西田敏行）、岩伍の世話で売り出した芸妓・牡丹（南野陽子）、侠客志願の元力士で牡丹に恋する仁王山（髙嶋政宏）らを中心とした人間ドラマを、岩伍の長男にあたる少年（西野浩史）の目から視点を随所に取り入れた点で、それまでの東映の宮尾物とは違う新味を出している。

### キャスト
富田岩伍
演 - 西田敏行
女衒(作中では、芸妓小妓紹介業と自己紹介している)をしており、陽暉楼と付き合いを持つなど忙しくしている。サイドカー付きのバイクを愛用している。昔は関東にまで名の知れた博打打ちで手のつけられない暴れん坊として“火の玉のヤゴ”の異名もあったが、現在は人の心の分かる女衒になった。自身が芸姑にした娘たちからは“父(とと)さん”と呼び慕われている。手荒い行動も取ることはあるが、健太郎のことは父親として思いやっている。
牡丹（貞子）
演 - 南野陽子
21歳になったばかりの生娘。みねに舞などの芸を仕込まれた後芸姑として働き始め、華やかでいて儚げな雰囲気が好評となり程なくして売れっ子となる。岩伍とみねを第二の父母のように慕う。芸姑になる前に岩伍からもらった反物を「私の守り神」として売れっ子になった後も大事にしている。後に選挙に立候補する中岡と多田の争いに自身の身請けの話が絡み、さらに自身に好意を寄せる仁王山も加わり人生を翻弄される。

#### 岩伍や牡丹と関わる主な人たち
仁王山（におうやま）
演 - 髙嶋政宏
侠客の修行中の身。牡丹が売れっ子芸姑となった頃に偶然知り合い、それ以来彼女に夢中になる。前頭まで行った元力士なためケンカに強く力持ち。侠客に憧れており、本人は「侠客は命を張って強気をくじき、弱気を助ける男の中の男。ヤクザとは違う」として主張している。短気で血の気が多い性格に加え、特に牡丹のことになると周りが見えなくなり勝手な行動を取ることも多い。
松崎みね
演 - かたせ梨乃
子方屋『松崎』の経営者。10人程度の芸姑たちを抱え、彼女たちから“母様(かかさま)”と呼ばれている。『松崎』にいる時はいつも長いものさしを携帯し、厳しい口調で指導するため芸姑たちから少々怖がられている。厳しいながらも面倒見は良い性格だが、金に関してはケチである。富田から紹介された貞子を一人前の芸姑に育て、その後は大事な稼ぎ頭として陽暉楼で働いてもらう。
富田健太郎
演 - 西野浩史（本作のナレーションも担当）
小学生ぐらいの男の子。当初弱虫な性格だったが、徐々に気持ちの強い性格に育つ。「(女を売る方よりも)買う方が悪い」と批判するなど女衒の仕事を嫌っており、将来は真っ当な仕事に就くため勉学に励んでいる。岩伍に育てられながら、牡丹や仁王山など様々な大人たちの人生を垣間見る。
富田喜和（きわ）
演 - 藤真利子
過去に親の反対を押し切って岩伍の妻となったが、彼の仕事に馴染めず冒頭で富田の家を出る。ちなみに岩伍の自宅庭にある寒椿は、自身が植えた物。しばらく後に健太郎と東京で暮らすことを考え始めるが、岩伍が離婚することも息子を引き取らせてくれないことに悩む。
田村征彦
演 - 萩原流行
“こくしかい”高知支部支部長の肩書を持つやくざ。東京から来て高知で金貸しを始め、仁王山や雲竜など地元のごろつきたちを手懐けた。選挙では中岡を支持し金の力で色々と策を講じる。どちらかと言うと今で言うインテリヤクザのようなタイプで、作中にしては都会的な雰囲気を持ちなかなか頭の切れる人物で策士。

#### 芸者と陽暉楼の人たち
小奴
演 - 野村真美
「松崎」の芸姑で、牡丹の先輩芸姑にあたる。仁王山に好意を寄せているがなかなか振り向いてもらえず、彼が牡丹の話をするたび落ち込んでいる。不満が溜まると「松崎」から逃げたがる癖がある。芸姑をしているため普段は和服を着ているが、内心モガに憧れている。
染弥（妙子）
演 - 海野圭子
「松崎」の芸姑で、牡丹の先輩芸姑にあたる。陽暉楼のお座敷で田村の相手をしていた所気に入られ、岩伍の了承を得て身請され強引に田村に連れて行かれる。思ったことを口にする性格で口が悪い。田村の妻となった後は彼がする金貸し業の事務の仕事をするようになる。
山岡源八
演 - 津嘉山正種
陽暉楼の主人。牡丹の名付け親。昭和の初め頃に芸姑を300人ほどを抱え西日本一の店と評されている。陽暉楼で時々面倒なことが起こりだし、頭を悩ませる。
お鹿
演 - 浅利香津代
陽暉楼の雑用係らしく、客をお座敷に案内したり料理を配膳するなどしている。牡丹のことを「華やかでいて儚げ」と評し、彼女に興味を持った中岡にている。客から売れっ子の牡丹を座敷に呼ぶよう言われて、お茂と組んで融通を利かせることで小遣い稼ぎをしている。
お茂
演 - 岡本麗
お鹿の妹分で陽暉楼で同じような仕事をしている。陽暉楼に来た中岡に、牡丹目当てに多田が通いつめていると告げる。その後みんせい党側に協力するが、政友会側に協力するお鹿と対立する。

#### 多田親子と中岡、その支持者
多田守宏（ただもりひろ）
演 - 白竜
中岡の対立候補。周りから“若”と呼ばれている。政友会から支持を受けて選挙に臨む。普通選挙法施行により有権者の数が一気に倍になり、政党の区別がつかない人にまで頭を下げなければならなくなったことに愚痴をこぼす。
多田宇一郎
演 - 高橋悦史
守宏の父。土佐銀行を経営する地元の有力者の一人。守宏を国会議員にするべく後押しするが、少々脇が甘い息子に世話を焼かされる。
百鬼勇之助（どめき）
演 - 黒部進
地元の有力者の一人。裏社会にも顔が利き、“どめきの親分”として恐れられている。貧困層の有権者の扱いに長けており、宇一郎から貧困層の票の取り込みを依頼される。
井上貢
演 - 児玉謙次
多田親子と政友会を支持する人。金融恐慌の影響で銀行が痛手を負った状況で、作中の選挙について「土佐銀行となんかい銀行の生き残りを賭けた選挙」と位置づける。
筆の海
演 - 大前均
多田側のごろつき。選挙期間中に自身と同じような政友会に付くはずの人たちを乗せた車を運転していた所、仁王山たちに仲間と車をみんせい党に奪われてしまう。
中岡亮太
演 - 神山繁
“なんかい銀行”の会長。民政党の公認候補として議員に立候補する。私利私欲のために選挙に出て私腹を肥やそうとする多田一族を敵視し、彼らに後押しする百鬼に対抗できるよう田村に命じる。陽暉楼の売れっ子芸姑として活躍する牡丹を気に入る。
雲竜（うんりゅう）
演 - 荒勢
田村のもとで働くごろつき。いつも仁王山を含めた10数人のごろつきたちと共に行動し、陽暉楼がある地元で我が物顔で傍若無人な振る舞いをしたり、多田陣営の邪魔をするなどしている。

#### その他の人たち
庄
演 - 三谷昇
富田家の番頭らしき人。店の仕事以外にも健太郎を“ぼん”と呼び慕い、色々と気にかけている。
小笠原楠喜
演 - 本田博太郎
喜和の兄。喜和と健太郎が実家に戻ってきた直後、連れ戻しに来た岩伍に2人の面倒を見ることを告げる。
桑名勝造
演 - 笹野高史
貞子の父。博打でできた借金を返すため貞子を年季5年、1000円の条件で富田に売る。しかし博打好きは直らずその後も賭場に訪れている。
英次
演 - 段田安則
岩伍の同業者で以前から親しくしている知人。満州と日本を行き来し、日本で買い付けた女たちを満州で売って儲けようとする。ある時岩伍からの頼みを聞いて彼に協力する。
賭場の女
演 - 山村紅葉
丁半をする仁王山と偶然隣合わせになった女。牡丹のブロマイドをお守りがわりに賭けに当たるよう祈る仁王山に話しかける。
撃剣の浜田
演 - 河原さぶ
殺し屋らしき人物。見事な剣の使い手である人物を襲う。グラサンをかけており、長髪を後ろで縛った髪型が特徴。
神谷
演 - 佐々木勝彦
花勇
演 - 中野みゆき

### スタッフ
- 監督：降旗康男
- プロデューサー：奈村協、中山正久
- 原作：宮尾登美子
- 脚本：那須真知子
- 企画：日下部五朗
- 撮影：木村大作
- 音楽：小六禮次郎
- 主題歌：倍賞千恵子「寒椿」
- 美術：内藤昭
- 編集：市田勇
- 録音：伊藤宏一
- 照明：増田悦章

## 製作

### キャスティング
宮尾作品で宮尾の父親をモデルとする役は、それまで仲代達矢と緒形拳が演じたが、全体的に若返りをさせたいという意見が出て、岩伍役には西田敏行が起用された。
夏目雅子を始め、数多くの女優がヌードになり、本格派女優の登龍門といわれた宮尾登美子原作物への出演に南野陽子は「シナリオの面白さに惚れ込んで、思い切ってヌードになった」と話し、髙嶋政宏とのハードな濡れ場を演じる。「もうデビューして7年ですから、高校生の役じゃなく、こういう娼婦の役とかどんどん挑戦していきたい。恋愛だけに悩むような女の子の役はないので、そういう役もやってみたいです。他にも右翼とかヤクザの役も挑戦したいです。テレビに較べたら映画はしっかりした映像として残りますから、人の心に迫るようなものにトライしたい」等と話した。

### 撮影
1992年2月4日クランクイン。南野陽子はこれまでラブシーンはおろか、キスシーンすら一度もやったことがなく、南野が果たしてヌードになるのか、東映関係者も心配したが、将来の目標として、30才までに完全な大人の女優になりたいと南野が考えていたこともあり、納得してヌードになった、と当時の文献に書かれたものもあるが、別の説もある。
公開直後の『朝日新聞』のインタビューで南野は「この役、南野なんかでいいの、と人は思ったろうし、私も自信はなかったのですが、今は牡丹を演じられて本当によかった、と満足しています。ヌードシーンは余分な気負いもなくできましたが、でも父には見て欲しくないなあ」と答えた。
南野は取材にまともに答えなかったり、好きな男に会いに行くため無断で仕事を放り出したりし、その美貌よりも「ナマイキ」「わがまま」といった悪評ばかりが先行していたが、南野と長い間撮影をともにしたあの東映京都撮影所のスタッフに「あそこまでいい作品を作ろうと懸命な若い女優は珍しい。ぜひ、また陽子ちゃんと仕事をしたい」などと言わしめ、全員信奉者になった。芸能記者は「南野は独立騒動があって、結果的に独立して今の事務所を設立したわけだけど、この独立の際に前の事務所に億単位の借金をしているんです。自らハリウッドに売り込みに行ったのもそのためで、今回の映画出演もその延長線上にあるものです」などと解説した。

## 作品の評価
- 黒川光広は「最近の日本映画では最も面白かった。『あ・うん』で向田邦子の原作をうまく映像化した降旗康男監督、今度は宮尾登美子作品をたくみに処理している。何よりも妙に力んでいないのがいい。そのヒロイン、牡丹を演じた南野陽子さんに対面。当然かもしれないが、ずいぶん大人になった感じである」と評した[11]。南野は『監督は、ごく自然に演出なさっていたみたい。私も雰囲気にひたりきっていました。撮影の合間は飲んだり歌ったり、とにかく楽しかったですね。あっという間に2ヵ月が過ぎて、現場から帰りたくなかったほどです（中略）舞台も大好きで7年前に日生劇場で『若草物語』に出ましたが、いずれはもっと出てみたいです。親友（本田美奈子）も『ミス・サイゴン』（帝国劇場）で頑張ってますし…」などと話した[11]。

- 『毎日新聞』は「那須真知子の脚本がしっかりしており、降旗康男監督も職人芸を発揮、木村大作のカメラ、内藤昭の美術など見どころも多い。俳優陣も南野陽子が女の哀しみを出して力演しているほか、陽暉楼の女将・かたせ梨乃、インテリヤクザの萩原流行などが好演している。昭和初期の高知の情緒も良く出ているが、惜しむらくは立ち回りで岩伍をばったばった切りまくるスーパーマンにしたため、リアリティを損ない、全体のバランスを崩した。ラストシーンもじんとくる出来だけに残念だ」などと評した[7]。